# حاجب المطري

تعديل مصدري - تعديل

حاجب المطري هي إحدى قرى عزلة القارة بمديرية رصد التابعة لمحافظة أبين، بلغ تعداد سكانها 42 نسمة حسب تعداد اليمن لعام 2004.